# Physematium oreganum
Physematium oreganum — вид родини вудсієвих (Woodsiaceae), поширений у Північній Америці.

## Підвиди, ареали
Physematium oreganum:
- Physematium oreganum subsp. oreganum — США (Каліфорнія, Айдахо, Монтана, Невада, Орегон, Юта, штат Вашингтон, Вайомінг); Канада (Альберта, Британська Колумбія, Саскачеван)
- Physematium oreganum subsp. cathcartianum — США (Аризона, Каліфорнія, Колорадо, Айова, Айдахо, Канзас, Мічиган, Міннесота, Монтана, Північна Дакота, Небраска, Нью-Мексико, Невада, Нью-Йорк, Оклахома, Південна Дакота, Юта, Вісконсин, Вайомінг); Канада (Манітоба, Онтаріо, Квебек, Саскачеван)